# Goatacre
Goatacre – wieś w Anglii, w hrabstwie Wiltshire. Leży 48 km na północ od miasta Salisbury i 128 km na zachód od Londynu.